# Quickborn
Quickborn là một đô thị thuộc huyện Pinneberg, trong bang Schleswig-Holstein, nước Đức. Đô thị này có diện tích 43,16 km², dân số thời điểm 31 tháng 12 năm 2006 là 20.208 người. Quickborn có cự ly khoảng 17 km về phía đông Elmshorn, 20 km về phía bắc Hamburg.
Quickborn kết nghĩa với Uckfield, East Sussex, Anh.